# Batalla de Trafalgar
La batalla de Trafalgar fue una batalla naval que tuvo lugar el 21 de octubre de 1805, en el marco de la tercera coalición iniciada por Reino Unido, Austria, Rusia, Nápoles y Suecia para intentar derrocar a Napoleón Bonaparte del trono imperial y disolver la influencia militar francesa existente en Europa. La batalla de Trafalgar se produjo frente a la costa española del cabo de Trafalgar, en Los Caños de Meca, localidad del municipio gaditano de Barbate, en aquella época perteneciente a Vejer de la Frontera. Dicha batalla naval está considerada una de las más importantes del siglo XIX,[¿por quién?] en ella se enfrentaron los aliados Francia y España (al mando del vicealmirante francés Pierre Villeneuve, bajo cuyo mando estaba por parte española el teniente general del mar Federico Gravina) contra la armada británica al mando del vicealmirante Horatio Nelson, quien obtuvo la victoria. En la actualidad, la céntrica plaza londinense de Trafalgar Square conmemora dicha victoria.
Los acontecimientos históricos que precedieron a esta batalla se han de encontrar en el intento frustrado por parte de Napoleón de invadir las islas británicas, en el que la escuadra franco-española debía distraer a la flota británica y alejarla del canal de la Mancha para dirigirla hacia sus posesiones en las Indias Occidentales. Este plan de distracción fracasó, y se agravó con la consiguiente derrota de Finisterre (22 de julio de 1805). Tras esta derrota, la flota se dirigió al puerto de Cádiz, de donde zarparía el 19 de octubre hacia Trafalgar.
La flota franco-española se vio bloqueada en Cádiz por Nelson, y en septiembre Napoleón ordenó a Villeneuve navegar a Nápoles para despejar el Mediterráneo del hostigamiento de los buques británicos, pero no obedeció esta orden, permaneciendo en puerto. A mediados de octubre, conociendo las intenciones de Napoleón de sustituirlo por el almirante François Étienne de Rosily-Mesros y enviarlo a París para pedirle cuentas por sus acciones, se adelantó a la llegada de su reemplazo y partió de Cádiz con la flota combinada el 18 de octubre.
El total de 34 buques se encontró entonces con la flota de Nelson cerca del cabo de Trafalgar, y el 21 de octubre tuvo lugar un encuentro naval: la batalla de Trafalgar, donde la flota franco-española fue derrotada por la Armada Real británica. Nelson fue herido de muerte durante la batalla, convirtiéndose en uno de los más grandes héroes de guerra de Gran Bretaña. Villeneuve y su buque insignia, el Bucentaure, fueron capturados por los británicos junto con otros muchos buques españoles y franceses. Por su parte, el comandante Pierre-Étienne-René-Marie Dumanoir decidió huir con cuatro navíos en los primeros compases de la batalla. El almirante español Gravina logró alejarse del campo de batalla con parte de la flota pero sucumbió meses más tarde por las heridas sufridas durante la batalla.
Los barcos capturados por la flota británica fueron llevados hasta el puerto de Gibraltar. Sin embargo, la fuerte tormenta que se desencadenó en las aguas del estrecho pocas horas después de la batalla hizo que algunos barcos, dado su malogrado estado, se fueran a pique en las costas gaditanas u onubenses ante la imposibilidad de resistir el remolque. Navíos como el Neptuno y el Santa Ana pudieron ser recuperados gracias a la acción de Julien Marie Cosmao-Kerjulien, quien regresó a aguas de Trafalgar con una flota de seis barcos dos días después.
El viernes 21 de octubre de 2005, en el bicentenario de la batalla, se celebró en aguas de Trafalgar una ceremonia en el recuerdo de los caídos aquel día con representantes de España, Francia y Reino Unido. El entonces ministro de Defensa español José Bono arrojó al mar seis coronas de laurel desde el portaaviones Príncipe de Asturias, en un acto en el que fue escoltado por las fragatas francesa Montcalm y la británica HMS Chatham.

## Trasfondo histórico y antecedentes
La reciente alianza entre Carlos IV de España y Napoleón I de Francia, merced a los tratados de San Ildefonso (1796) y Aranjuez (1800) firmados con la anterior República Francesa y por el interés de la recuperación de Gibraltar, obligaban a España no solo a contribuir económicamente a las guerras de Napoleón, sino a poner a disposición de este la Armada para combatir a la flota británica que amenazaba las posesiones francesas del Caribe.
Dado que la intención última que perseguía Napoleón al querer anular a la flota británica era abrirse camino para una futura invasión de las islas británicas, se urdió un elaborado plan para distraer a la marina británica mientras se efectuaban los preparativos de dicha invasión. Al tiempo que las numerosas tropas de infantería francesas se agruparon en Boulogne-sur-Mer (cerca del paso de Calais) a la espera de transporte marítimo, la escuadra francesa al mando de Villeneuve se uniría con la española, iniciando una acción sobre las posesiones británicas del Caribe que tenían como finalidad atraer al afamado almirante Nelson a la zona, alejándolo del canal de la Mancha.
Nelson llegó finalmente a la isla de Antigua a principios de junio de 1805. Mientras tanto, la escuadra combinada dio media vuelta y abandonó el Caribe rumbo a la costa atlántica francesa. Pero, al llegar a las costas gallegas, la combinada se encontró con la flota que mandaba el almirante Robert Calder, que, avisado del retorno de la flota mandada por Villeneuve, levantó el sitio sobre los puertos de Rochefort y Ferrol y marchó hacia el cabo Finisterre, donde ambas se enfrentaron el 22 de julio. Tras horas de combate, el almirante Calder mandó cesar el fuego al echarse la noche.
A la mañana siguiente, con niebla y una confusión general, ambas flotas se encontraban a 27 km de distancia. Calder, con dos navíos españoles capturados[cita requerida] y evitando otro combate para no dañar más aún sus navíos, marchó rumbo norte. Villeneuve se dirigió al puerto de La Coruña, donde llegó el 1 de agosto, con la intención de reparar sus navíos. Desobedeciendo las órdenes de Napoleón —que le mandaban dirigirse a Brest y Boulogne— se dirigió hacia el sur, refugiándose en el puerto de Cádiz, a donde llegó el 21 de agosto.
Visto desde una perspectiva histórica es posible que esta retirada le sirviera a Napoleón para continuar en el poder, ya que es dudoso que, de haber embarcado a su Grande Armée hacia el Reino Unido, hubiera podido resistir a las fuerzas combinadas de Austria y Rusia que estaban preparando el ataque por el este y a las que, con posterioridad, vencería en la batalla de Austerlitz. Por lo que fuera, por suerte o por casualidad, la derrota que la flota combinada sufriría en Trafalgar afianzaría la posición de Napoleón en el continente. Aunque haber conseguido vencer al Reino Unido hubiera sido un gran espaldarazo a sus planes europeos, y todo un cambio de rumbo estratégico del continente. Quizás incluso hubiera anulado a rusos y austriacos, que dependían del suministro marítimo británico, dado el bloqueo continental existente. Con la flota franco-española atracada en el puerto de Cádiz, Napoleón cambió de estrategia y ordenó que se dirigieran a apoyar el bloqueo de Nápoles, al tiempo que enviaba un sustituto para Villeneuve, que había caído en desgracia a ojos del Emperador. La llegada del sustituto de Villeneuve pudo ser uno de los motivos por los que se adelantó la salida de la flota hacia Trafalgar.

## Estado de la flota española
La reciente epidemia de fiebre amarilla que había azotado Andalucía entre 1802 y 1804 dejó a la flota española sin la cantidad suficiente de tripulantes, por lo que muchos de los marineros tuvieron que ser reclutados en una apresurada y obligada leva. Estos marineros eran de diversos orígenes: mendigos, campesinos, soldados de infantería, incluso reclusos liberados... Por otro lado, el estado mismo de los buques era lamentable y ruinoso, tanto que algunos capitanes españoles habían sufragado de su bolsillo las reparaciones y la pintura de sus barcos para no quedar deshonrados ante los capitanes franceses.[cita requerida] El marqués de la Ensenada consiguió, durante el reinado de Fernando VI, modernizar la vieja marina española y aumentar su prestigio, que ya se iba deteriorando. Además, a él se le debió la ampliación de los astilleros de Cádiz, Cartagena, Ferrol y La Habana, de donde salieron algunos de los barcos participantes en Trafalgar. La modernización de la Armada era una necesidad de urgencia, que si bien se mantenía en pie como para intentar defender el Imperio, ya no estaba en condiciones de sostener un combate a gran escala contra la más moderna de las flotas.
El general Mazarredo llegó a comentar lo siguiente acerca de la composición de la flota en su momento: «Llenamos los buques de una porción de ancianos, de achacosos, de enfermos e inútiles para la mar». Estas palabras serían más tarde refrendadas por el mayor general don Antonio de Escaño, que escribió en su Informe sobre la Escuadra del Mediterráneo lo siguiente: «Esta escuadra hará vestir de luto a la Nación en caso de un combate, labrando la afrenta del que tenga la desventura de mandarla». De forma que se puede observar la impresión pesimista que los oficiales de la flota española tenían antes de la batalla. Incluso los altos mandos españoles habían expresado las nulas posibilidades en un enfrentamiento directo contra la flota británica, y propusieron una estrategia de esperar en el puerto el paso del invierno, a la par que la flota británica podía verse debilitada en la mar mientras los bloqueaban y soportaban las tormentas que pudieran surgir, no obstante la insistencia y las presiones por parte del mando aliado francés fueron determinantes.

### Mandos españoles
| Real Armada Española | |
|                      | Capitán general Federico Gravina y Napoli El marino de origen siciliano (Palermo, 1756) fue 12.º capitán general de la Real Armada Española y estuvo al frente de los navíos españoles en la batalla de Trafalgar. Se encargó del navío Príncipe de Asturias, de 112 cañones y 1141 marinos.                                                                                  |
|                      | Teniente general Ignacio María de Álava El alavés (Vitoria, 1750) fue segundo al mando de los españoles y a posteriori 14.º capitán general de la Armada. Participó en el Santa Ana, de 120 cañones y 1102 hombres. |
|                      | Jefe de escuadra Baltasar Hidalgo de Cisneros El marino cartagenero (Cartagena, 1755) fue a posteriori nombrado capitán general y virrey del Río de Plata. Participó en el Santísima Trinidad. |
|                      | Brigadier Cosme Damián de Churruca El marino vasco (Motrico, 1761) estuvo al mando del San Juan Nepomuceno, de 74 cañones y 530 marinos. Notable marino y científico, llegó a ser alcalde de su localidad natal, Motrico (Guipúzcoa). Participó en el asedio a Gibraltar en 1781 y realizó misiones de exploración científica al estrecho de Magallanes entre otras acciones. |
|                      | Brigadier Dionisio Alcalá Galiano El marino cordobés (Cabra, 1760) estuvo al mando del Bahama, de 74 cañones y 702 marinos. Participó también en exploraciones al estrecho de Magallanes y en la expedición Malaspina. |
|                      | Brigadier Cayetano Valdés y Flórez Valdés (Sevilla, 1767) fue a posteriori 17.º capitán general de la Armada. Estuvo al mando del navío Neptuno, de 80 cañones y 797 marinos. |
|                      | Mayor general Antonio de Escaño Escaño (Cartagena, 1750) fue a posteriori nombrado teniente general de la Armada. Estuvo a las órdenes de Gravina y fue nombrado mayor general de la Escuadra, embarcando en el navío Príncipe de Asturias. |
|                      | Capitán de navío Francisco Alsedo y Bustamante El cántabro Alsedo (Santander, 1758) estuvo al mando del navío Montañés, de 80 cañones y 749 marinos. |
|                      | Capitán general Francisco Javier de Uriarte y Borja El gaditano Uriarte (El Puerto de Santa María, 1753) estuvo al mando del navío Santísima Trinidad. Navío de cuatro puentes, construido en los astilleros de La Habana. Era el navío más grande del momento; contaba con 136 cañones y 1159 hombres.                                                                       |

### Navíos de la flota española
La flota española anclada en Cádiz estaba compuesta por 15 navíos de línea. A continuación se citan los diferentes navíos, con el armamento que portaban y con el comandante u oficial superior al mando de cada uno. Las cruces señalan los caídos en combate o como consecuencia del combate.
| Navío                 | Botadura        | Tripulación           | Comandante                                                       | Potencia              | Final | Enlaces |
| --------------------- | --------------- | --------------------- | ---------------------------------------------------------------- | --------------------- | --- | ------- |
| Argonauta             | Ferrol, 1798    | 798 († 100 / h. 203)  | Antonio Pareja                                                   | 92 cañones 2 puentes  | Capturado y hundido días después para evitar represa                                                                    | [ 35 ]  |
| Bahama                | La Habana, 1780 | 702 († 75 / h. 67)    | Dionisio Alcalá Galiano †                                        | 74 cañones 2 puentes  | Capturado Hundido, según otra versión                                                                                   | [ 36 ]  |
| Monarca               | Ferrol, 1794    | 667 († 100 / h. 150)  | Teodoro de Argumosa y Bourke                                     | 74 cañones 2 puentes  | Quedó varado en la costa por temporal y fue quemado días después por una fragata británica para evitar su reutilización | [ 37 ]  |
| Montañés              | Ferrol, 1794    | 749 († 17 / h. 29)    | Francisco Alsedo y Bustamante †                                  | 80 cañones 2 puentes  | Regresó a Cádiz | [ 38 ]  |
| Neptuno               | Ferrol, 1795    | 800 († 42 / h. 47)    | Cayetano Valdés                                                  | 80 cañones 2 puentes  | Capturado y reapresado. Naufragó en la costa días después por temporal                                                  | [ 39 ]  |
| Príncipe de Asturias  | La Habana, 1794 | 1141 († 52 / h. 110)  | Federico Gravina Antonio de Escaño                               | 112 cañones 3 puentes | Regresó a Cádiz | [ 40 ]  |
| Rayo                  | La Habana, 1749 | 830 († 4 / h. 14)     | Enrique Macdonell                                                | 100 cañones 2 puentes | Regresó a Cádiz. Naufragó por temporal en misiones de rescate                                                           | [ 41 ]  |
| San Agustín           | Guarnizo, 1768  | 711 († 180 / h. 200)  | Felipe Jado Cagigal                                              | 80 cañones 2 puentes  | Capturado e incendiado días después                                                                                     | [ 42 ]  |
| San Francisco de Asís | Guarnizo, 1767  | 657 († 5 / h. 12)     | Luis Antonio Flórez y Pereyra                                    | 74 cañones 2 puentes  | Regresó a Cádiz. Naufragó por temporal en misiones de rescate                                                           | [ 43 ]  |
| San Ildefonso         | Cartagena, 1785 | 716 († 34 / h. 136)   | José Ramón de Vargas y Varáez                                    | 74 cañones 2 puentes  | Capturado | [ 44 ]  |
| San Juan Nepomuceno   | Guarnizo, 1766  | 530 († 100 / h. 150)  | Cosme Damián Churruca †                                          | 74 cañones 2 puentes  | Capturado | [ 45 ]  |
| San Justo             | Cartagena, 1779 | 694 († 0 / h. 7)      | Miguel María Gastón de Iriarte y Navarrete                       | 76 cañones 2 puentes  | Regresó a Cádiz | [ 46 ]  |
| San Leandro           | Ferrol, 1787    | 606 († 8 / h. 22)     | José de Quevedo y Chieza                                         | 74 cañones 2 puentes  | Regresó a Cádiz | [ 47 ]  |
| Santa Ana             | Ferrol, 1784    | 1102 († 99 / h. 141)  | José de Gardoqui Ignacio María de Álava                          | 120 cañones 3 puentes | Capturado y reapresado. Regresó a Cádiz                                                                                 | [ 48 ]  |
| Santísima Trinidad    | La Habana, 1769 | 1159 († 205 / h. 108) | Baltasar Hidalgo de Cisneros Francisco Javier de Uriarte y Borja | 140 cañones 4 puentes | Apresado y hundido con cargas tras la batalla por los británicos                                                        | [ 34 ]  |

## Estado de la flota francesa
La Marina Imperial de Francia era considerada la segunda en importancia de la época. Estaba dotada de barcos potentes y modernos, pero la Revolución francesa había dejado el cuerpo de oficiales a marinos inexpertos en sustitución de los antiguos mandos, ajusticiados durante el proceso revolucionario por su origen aristocrático. La mayor parte de los oficiales eran inexpertos en citas bélicas de importancia, careciendo de capacidad de lucha, mientras que las tripulaciones carecían de experiencia profesional naval, abusando de soldados del ejército de tierra para los navíos.

### Mando francés
| Marina Imperial Francesa | |
|                          | Vicealmirante Pierre Charles Silvestre de Villeneuve Marino de origen provenzal (Valensole, 1763) era el vicealmirante de la flota francesa durante las Guerras Napoleónicas. Villeneuve mandó la flota franco-española derrotada en la batalla al mando del Bucentaure. Fue un marino desprestigiado que no gozaba de la confianza de su gobierno ni de sus aliados españoles. |
|                          | Contralmirante Charles-René Magon de Médine Magon (París, 1763) actuó como segundo de los franceses. Tenía experiencia por su participación en la guerra de Independencia de los Estados Unidos y en las guerras revolucionarias francesas. |

### Navíos de la flota francesa
La dotación francesa en la batalla constó de 18 navíos de línea:
| Navío         | Botadura         | Tripulación          | Comandante                                                   | Potencia             | Final                                                                                    | Enlaces |
| ------------- | ---------------- | -------------------- | ------------------------------------------------------------ | -------------------- | ---------------------------------------------------------------------------------------- | ------- |
| Scipion       | Tolón, 1801      | 817 († 5)            | Charles Berrenger                                            | 74 cañones 2 puentes | Huido. Capturado en Ortegal                                                              |         |
| Intrépide     | Ferrol, 1790     | 800 († 100 / h. 200) | Louis-Antoine-Cyprien Infernet                               | 74 cañones 2 puentes | Capturado, hundido en Gibraltar días después                                             |         |
| Formidable    | Tolón, 1795      | 840 († 11 / h. 30)   | Pierre-Étienne-René-Marie Dumanoir Jean-Marie Lettelier      | 80 cañones 2 puentes | Huido. Capturado en Ortegal                                                              |         |
| Duguay-Trouin | Rochefort, 1800  | 755 († 13 / h. 23)   | Claude Touffet                                               | 74 cañones 2 puentes | Huido. Capturado en Ortegal                                                              |         |
| Mont-Blanc    | Rochefort, 1791  | 755 († 2)            | Guillaume-Jean-Noël Lavillegris                              | 74 cañones 2 puentes | Huido. Capturado en Ortegal                                                              |         |
| Héros         | Rochefort, 1801  | 690 († 11 / h. 23)   | Jean-Baptiste-Joseph-René Poulain †                          | 74 cañones 2 puentes | Regresó a Cádiz                                                                          |         |
| Bucentaure    | Tolón, 1803      | 888 († 192 / h. 46)  | Pierre Charles Silvestre de Villeneuve Jean-Jacques Magendie | 80 cañones 2 puentes | Capturado y liberado por la propia tripulación. Se hundió por el temporal días más tarde |         |
| Redoutable    | Brest, 1791      | 750 († 580 / h. 81)  | Jean Jacques Étienne Lucas                                   | 74 cañones 2 puentes | Hundido                                                                                  |         |
| Neptune       | Tolón, 1803      | 888 († 15 / h. 39)   | Esprit-Tranquille Maistral                                   | 80 cañones 2 puentes | Regresó a Cádiz                                                                          |         |
| Indomptable   | Brest, 1790      | 1050 († 800)         | Jean-Joseph Hubert †                                         | 80 cañones 2 puentes | Regresó a Cádiz. Naufragó días más tarde en misiones de rescate                          |         |
| Fougueux      | Lorient, 1785    | 693 († 600 / h. 10)  | Louis-Alexis Baudouin †                                      | 74 cañones 2 puentes | Capturado. Naufragó días más tarde por temporal                                          |         |
| Pluton        | Tolón, 1805      | 755 († 67 / h. 130)  | Julien Marie Cosmao-Kerjulien                                | 74 cañones 2 puentes | Regresó a Cádiz                                                                          |         |
| Algésiras     | Lorient, 1804    | 755 († 85 / h. 142)  | Charles-René Magon † Laurent Tourneur                        | 74 cañones 2 puentes | Regresó a Cádiz                                                                          |         |
| Aigle         | Rochefort, 1800  | 800 († 100 / h. 200) | Pierre-Paulin Gourrège †                                     | 74 cañones 2 puentes | Capturado. Naufragó días más tarde por temporal                                          |         |
| Swiftsure     | Deptford, 1787   | 755 († 68 / h. 123)  | Charles Eusèbe L´Hospitalier de la Villemadrin †             | 74 cañones 2 puentes | Capturado                                                                                |         |
| Argonaute     | Lorient, 1798    | 755 († 53 / h. 127)  | Jacques Epron-Desjardins                                     | 74 cañones 2 puentes | Regresó a Cádiz                                                                          |         |
| Achille       | Rochefort, 1804  | 800 († 480 / h. 30)  | Louis Gabriel Deniéport †                                    | 74 cañones 2 puentes | Explosionó                                                                               |         |
| Berwick       | Portsmouth, 1775 | 814 († 300 / h. 15)  | Jean-Gilles Filhol de Camas †                                | 74 cañones 2 puentes | Capturado y reapresado. Varado en la costa días después a causa del temporal             |         |

## Estado de la flota británica
Al contrario de lo que sucedía en España, la escuadra británica al mando del almirante Horatio Nelson estaba compuesta por marineros profesionales, casi todos con varios años en la mar y una amplia experiencia en el combate. De hecho, muchos de los marineros y buques que participaron en Trafalgar fueron los que pusieron en jaque a Francia y a España en varias ocasiones como en la batalla del Cabo de San Vicente, en la batalla del Nilo o en la ya comentada del cabo Finisterre. Además se encontraba comandada por un almirante que se había convertido por méritos propios en toda una leyenda en el Reino Unido y en el resto de Europa.
Nelson se había batido con éxito contra los daneses en Copenhague, contra los franceses en Aboukir, afianzó la posición de la fuerza británica en el Mediterráneo y condujo el bloqueo contra Cádiz y Tolón. A pesar de que el número de buques británicos era menor que el de la flota combinada franco-española, la superioridad en cadencia de tiro y en capacidad de maniobra que le otorgaba su experta marinería la convertían en una fuerza insuperable para los mal conservados y peor dotados buques españoles.

### Mando británico
| Marina Real británica | |
|                       | Vicealmirante Horatio Nelson El marino británico (Burnham Thorpe, 1758) más célebre de la historia, se destacó durante las Guerras Napoleónicas y obtuvo su mayor victoria en la célebre batalla de Trafalgar, en la que perdió la vida. Fue duque de Bronte en el Reino de Nápoles (1799); vizconde Nelson y barón del Nilo y de Burnham Thorpe (1798), y barón de Hilborough (1801) en Inglaterra. |
|                       | Vicealmirante Cuthbert Collingwood (Newcastle upon Tyne, 1748) Se destacó por participar junto con Horatio Nelson en varias de las victorias británicas de las guerras napoleónicas y, a menudo, como el sucesor de Nelson en diversas campañas. |

### Navíos de la flota británica
El Reino Unido dispuso de 27 navíos de línea en la batalla.
| Navío               | Botadura            | Tripulación         | Comandante                              | Potencia              | Final               | Enlaces |
| ------------------- | ------------------- | ------------------- | --------------------------------------- | --------------------- | ------------------- | ------- |
| HMS Africa          | Deptford, 1781      | 498 († 8 / h. 44)   | Henry Digby                             | 64 cañones 2 puentes  | Regresó a Gibraltar |         |
| HMS Victory         | Chatham, 1765       | 821 († 57 / h. 102) | Horatio Nelson † Thomas Masterman Hardy | 100 cañones 3 puentes | Regresó a Gibraltar | [ 50 ]  |
| HMS Temeraire       | Chatham, 1798       | 718 († 47 / h. 76)  | Eliab Harvey                            | 98 cañones 3 puentes  | Regresó a Gibraltar |         |
| HMS Neptune         | Deptford, 1797      | 741 († 10 / h. 34)  | Thomas Francis Fremantle                | 98 cañones 3 puentes  | Regresó a Gibraltar |         |
| HMS Leviathan       | Chatham, 1790       | 623 († 4 / h. 22)   | Henry William Bayntun                   | 74 cañones 2 puentes  | Regresó a Gibraltar |         |
| HMS Conqueror       | Harwich, 1801       | 573 († 3 / h. 9)    | Israel Pellew                           | 74 cañones 2 puentes  | Regresó a Gibraltar |         |
| HMS Britannia       | Portsmouth, 1762    | 854 († 10 / h. 42)  | William Carnegie Charles Bullen         | 100 cañones 3 puentes | Regresó a Gibraltar |         |
| HMS Agamemnon       | Bucklers Hard, 1781 | 498 († 2 / h. 8)    | Edward Berry                            | 64 cañones 2 puentes  | Regresó a Gibraltar |         |
| HMS Ajax            | Rotherhithe, 1798   | 702 († 2 / h. 10)   | John Pilford                            | 74 cañones 2 puentes  | Regresó a Gibraltar |         |
| HMS Orion           | Deptford, 1787      | 541 († 1 / h. 23)   | Edward Codrington                       | 74 cañones 2 puentes  | Regresó a Gibraltar |         |
| HMS Minotaur        | Woolwich, 1793      | 625 († 3 / h. 22)   | Charles John Moore Mansfield            | 74 cañones 2 puentes  | Regresó a Gibraltar |         |
| HMS Spartiate       | Tolón, 1798         | 620 († 3 / h. 22)   | Francis Laforey                         | 74 cañones 2 puentes  | Regresó a Gibraltar |         |
| HMS Royal Sovereign | Plymouth, 1786      | 826 († 47 / h. 94)  | Cuthbert Collingwood Edward Rotheram    | 100 cañones 3 puentes | Regresó a Gibraltar |         |
| HMS Belleisle       | Rochefort, 1795     | 728 († 33 / h. 94)  | William Hargood                         | 74 cañones 2 puentes  | Regresó a Gibraltar |         |
| HMS Mars            | Deptford, 1794      | 615 († 29 / h. 61)  | George Duff † William Hennah            | 74 cañones 2 puentes  | Regresó a Gibraltar |         |
| HMS Tonnant         | Tolón, 1798         | 688 († 26 / h. 50)  | Charles Tyler                           | 80 cañones 2 puentes  | Regresó a Gibraltar |         |
| HMS Bellerophon     | Frindsbury, 1786    | 522 († 28 / h. 127) | James Cook † William Pryce Cumby        | 74 cañones 2 puentes  | Regresó a Gibraltar |         |
| HMS Colossus        | Deptford, 1803      | 571 († 40 / h. 160) | James Nicoll Morris                     | 74 cañones 2 puentes  | Regresó a Gibraltar |         |
| HMS Achille         | Gravesend, 1798     | 619 († 13 / h. 59)  | Richard King                            | 74 cañones 2 puentes  | Regresó a Gibraltar |         |
| HMS Revenge         | Chatham, 1805       | 598 († 28 / h. 51)  | Robert Moorsom                          | 74 cañones 2 puentes  | Regresó a Gibraltar |         |
| HMS Polyphemus      | Sheerness, 1782     | 484 († 2 / h. 4)    | Robert Redmill                          | 64 cañones 2 puentes  | Regresó a Gibraltar |         |
| HMS Swiftsure       | Bucklers Hard, 1804 | 570 († 9 / h. 8)    | William Gordon Rutherfurd               | 74 cañones 2 puentes  | Regresó a Gibraltar |         |
| HMS Dreadnought     | Portsmouth, 1801    | 725 († 7 / h. 26)   | John Conn                               | 98 cañones 3 puentes  | Regresó a Gibraltar |         |
| HMS Defiance        | Rotherhithe, 1783   | 577 († 17 / h. 53)  | Philip Charles Durham                   | 74 cañones 2 puentes  | Regresó a Gibraltar |         |
| HMS Thunderer       | Rotherhithe, 1783   | 611 († 4 / h. 12)   | John Stockham                           | 74 cañones 2 puentes  | Regresó a Gibraltar |         |
| HMS Defence         | Plymouth, 1763      | 599 († 7 / h. 29)   | George Hope                             | 74 cañones 2 puentes  | Regresó a Gibraltar |         |
| HMS Prince          | Woolwich, 1788      | 735 († 0 / h. 0)    | Richard Grindall                        | 98 cañones 3 puentes  | Regresó a Gibraltar |         |

## Orden de combate británico
Columna de Nelson
- HMS Victory
- HMS Temeraire
- HMS Neptune
- HMS Conqueror
- HMS Leviathan
- HMS Ajax
- HMS Orion
- HMS Agamemnon
- HMS Minotaur
- HMS Spartiate
- HMS Britannia
- HMS Africa

Columna de Collingwood
- HMS Royal Sovereign
- HMS Belleisle
- HMS Tonnant
- HMS Mars
- HMS Bellerophon
- HMS Colossus
- HMS Achille
- HMS Polyphemus
- HMS Revenge
- HMS Swiftsure
- HMS Defence
- HMS Thunderer
- HMS Defiance
- HMS Prince
- HMS Dreadnought

Otros buques
- HMS Euralyus
- HMS Naiad
- HMS Phoebe
- HMS Sirius
- HMS Pickle
- HMS Entreprenante

## Orden de combate de la escuadra combinada
Anexo:Estado de la Real Armada en 1805
- Escuadra de Observación
  - 1.ª División
    - San Juan Nepomuceno, navío de línea (España)
    - Berwick, navío de línea (Francia)
    - Príncipe de Asturias, navío de línea (España)
    - L'Achilles, navío de línea (Francia)
    - San Ildefonso, navío de línea (España)
    - L'Argonaute, navío de línea (Francia)
    - La Themis, fragata (Francia)
    - L'Argus, bergantín (Francia)

  - 2.ª División
    - Swiftsure, navío de línea (Francia)
    - Argonauta, navío de línea (España)
    - L'Algesiras, navío de línea (Francia)
    - Montañés, navío de línea (España)
    - L'Aigle, navío de línea (Francia)
    - Bahama, navío de línea (España)
    - L'Hermione, fragata (Francia)
- Segunda Escuadra o Vanguardia
  - Le Pluton, navío de línea (Francia)
  - Monarca, navío de línea (España)
  - Le Fogueaux, navío de línea (Francia)
  - Santa Ana, navío de línea (España)
  - L'Indomptable, navío de línea (Francia)
  - San Justo, navío de línea (España)
  - L'Intrepide, navío de línea (Francia)
  - La Rhin, fragata (Francia)
- Primera Escuadra o Centro
  - Le Redoutable, navío de línea (Francia)
  - San Leandro, navío de línea (España)
  - Le Neptune, navío de línea (Francia)
  - Le Bucentaure, navío de línea (Francia)
  - Santísima Trinidad, navío de línea (España)
  - L'Heros, navío de línea (Francia)
  - San Agustín, navío de línea (España)
  - L'Hortense, fragata (Francia)
  - Le Furet, bergantín (Francia)
- Tercera Escuadra o Retaguardia
  - Le Mont-Blanc, navío de línea (Francia)
  - San Francisco de Asís, navío de línea (España)
  - Le Duguay-Trouin, navío de línea (Francia)
  - Le Formidable, navío de línea (Francia)
  - Rayo, navío de línea (España)
  - Le Scipion, navío de línea (Francia)
  - Neptuno, navío de línea (España)
  - La Cornelie, fragata (Francia)

## La batalla

Las dos columnas británicas (en rojo) rompen la línea franco-española (azul y negro, respectivamente) a las 12:00.

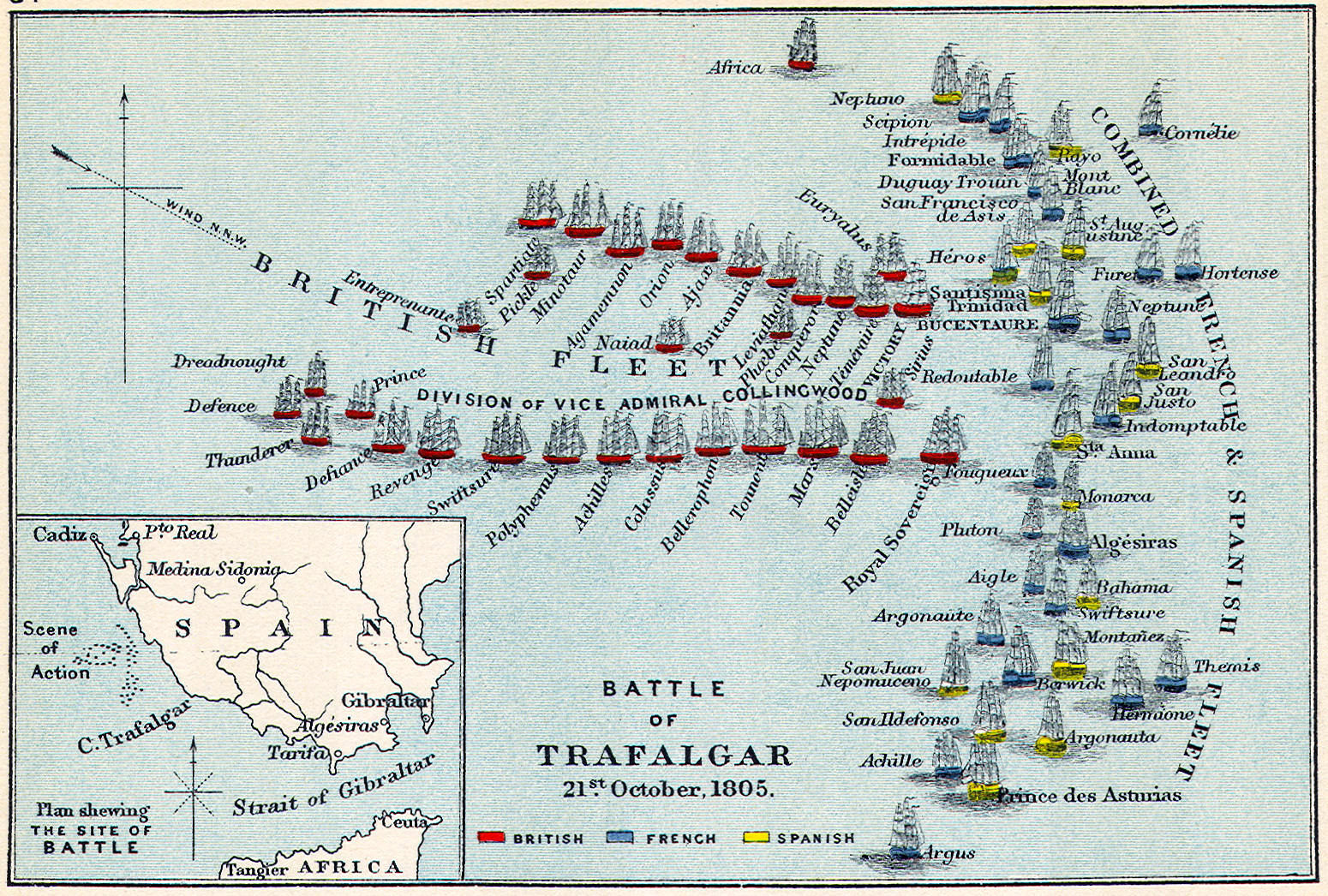
División de las tropas.

La flota británica, al mando de Horatio Nelson, atacó en forma de dos columnas paralelas en perpendicular a la línea formada por Villeneuve, lo que le permitió romper la línea de batalla enemiga y rodear a varios de los mayores buques enemigos con hasta cuatro o cinco de sus barcos. El Royal Sovereign de Collingwood fue el primer buque en llegar a las líneas de la flota aliada, estableciendo un encarnizado combate contra el Santa Ana. Una hora más tarde, el Victory rompió las líneas enemigas entre el Bucentaure y el Redoutable, no sin haber sufrido severos daños durante su aproximación. En un día de vientos flojos, la flota combinada navegaba a sotavento, lo que también daba la ventaja a los británicos y, para colmo de desdichas, Villeneuve dio la orden de virar hacia el noreste para poner rumbo a Cádiz en cuanto tuvo constancia de la presencia de la flota británica. El cuerpo español no estaba de acuerdo en esto. Al parecer, Churruca, mientras leía las señales con el anteojo, manifestó: «el almirante no sabe lo que hace, la flota está perdida». Villeneuve intentaba huir casi sin presentar batalla, cuando la flota combinada francoespañola era, en cuanto a navíos, superior a la británica.
Sin embargo, Pierre Dumanoir Le Pelley al frente de la escuadra de vanguardia, desobedeció la orden de Villeneuve tan solo virando tres horas tarde y lentamente por avante, con el deseo de escapar hacia Nápoles y huir del combate. Esto desequilibró gravemente la contienda dejando 27 buques ingleses frente a 19 franco españoles. La escuadra de vanguardia quedó aislada del combate y se alejó del centro de la batalla aun a pesar de las explícitas órdenes generales que dictaban que «si un capitán no está en el fuego, diríjase al fuego». El Bucentaure izó enseñas repetidamente para que la escuadra de vanguardia virase hacia el combate, orden que no fue atendida por Dumanoir. Algunos buques franceses y todos los españoles de esta escuadra viraron hacia el fuego, pero Dumanoir, huye con su barco, el Formidable, junto a tres más: el Mont-Blanc, mandado por Lavillegris; el Duguay-Trouin, mandado por Touffet y el Scipion, mandado por Charles Berrenger. Estos cuatro barcos huidos fueron apresados por la flota británica doce días después cuando intentaban ganar la costa francesa en la Batalla del Cabo Ortegal. Posteriormente, Dumanoir manifestó no haber visto la orden del Almirante debido a la humareda reinante.
La virada se realizó desordenadamente, y la línea de combate quedó desaprovechada su mayor potencia de fuego. El ataque de Nelson desorganizó completamente la línea, consiguiendo la división de ésta en tres. Esto permitió a la escuadra de Nelson capturar a los barcos franceses y españoles, cortarles la retirada y batirles con artillería por proa y popa, los puntos más vulnerables de este tipo de embarcaciones. El combate empezó al mediodía, cuando un cañonazo de un navío de la retaguardia de la combinada disparó contra el Royal Sovereign que mandaba Cuthbert Collingwood. Al poco de haber comenzado la batalla, el Victory de Nelson quedó totalmente desarbolado y el almirante inglés fue mortalmente herido por un francotirador del Redoutable.

#### Desenlace
Tras varias horas de cruentos combates, el Bucentaure de Villeneuve un 80 cañones y buque insignia de los franceses se había rendido; el Santa Ana español de 120 cañones ya no disparaba; el Santísima Trinidad, el mejor navío del mundo con 140 cañones, quedó detenido y sin mástiles, pero solo rindió su bandera tras haber sido rodeado y asediado por al menos siete navíos ingleses; el Príncipe de Asturias con sus 112 cañones resistía, desarbolando a cualquier buque inglés que osaba acercarse. El brigadier Churruca en el San Juan Nepomuceno con 74 cañones que también enfrentó solo a varios navíos británicos demostrando una habilidad y valor extraordinarios, tras haber recibido un cañonazo por debajo de la cadera pidió un tonel de harina donde enterrar el muñón de su pierna, para poder seguir dando órdenes hasta morir desangrado.
Casi al final el navío francés Achille del capitán Deniéport hizo explosión, debido a la falta de habilidad de su tripulación que permitió que el fuego alcanzara la santabárbara del barco.
A las seis y media de la tarde finalizó la batalla. Gravina, herido en el Príncipe de Asturias se retiró a Cádiz junto a otros once barcos, sobre todo de su división. Varios barcos españoles y franceses habían sido apresados por la flota británica que intentaban llevarlos como premio a Gibraltar.

### Misión de rescate de MacDonell y Cosmao
El almirante Gravina cedió el mando del resto de la flota al comodoro Julien Cosmao el 23 de octubre. Desde tierra, los mandos aliados pudieron ver una oportunidad para una misión de rescate ya que la flota inglesa quedó muy maltrecha. Antonio de Escaño segundo al mando de la flota española dejó constancia de una reunión de comodoros españoles y franceses en la que se discutió y acordó un plan de rescate. Enrique Macdonell y Cosmao tenían el mismo rango y ambos izaron los gallardetes antes de levar anclas. Aprovechando un viento favorable del noroeste, el Pluton, el Neptune y el Indomptable, el Rayo y el San Francisco de Asís, junto con cinco fragatas y dos bergantines, salieron del puerto en dirección a los británicos consiguiendo rescatar dos navíos de línea españoles, el Santa Ana y el Neptuno, remolcándolos y dirigiéndose a Cádiz. La fuerza de rescate franco-española, lastrada por los daños sufridos en combate, tuvo que luchar contra la mar gruesa. El Neptuno naufragó frente a Rota. El buque francés Indomptable, naufragó el 25 de octubre, en la punta noroeste de la bahía de Cádiz llevando 1.200 hombres a bordo. El San Francisco de Asís fue conducido hacia la bahía de Cádiz, naufragando cerca del fuerte Santa Catalina, aunque su tripulación se salvó. El Rayo fondeó frente a Sanlúcar, unas leguas al noroeste de Rota.
La batalla de Trafalgar acabó con las aspiraciones de Napoleón Bonaparte de la conquista por tierra de la Gran Bretaña.

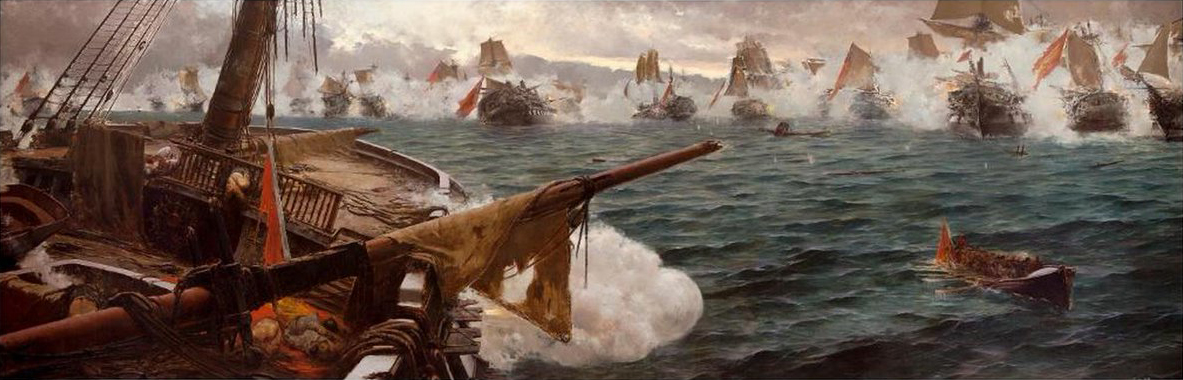
Combate de Trafalgar, óleo sobre lienzo de Justo Ruiz Luna (1889-90) galardonado con la Primera Medalla de la Exposición Nacional de Bellas Artes (España) de 1890

### Comandantes muertos en combate
Los capitanes y las tripulaciones españolas, francesas y británicas se batieron con auténtica heroicidad durante horas, de tal forma que en algunas ocasiones ni siquiera quedó un oficial que rindiera el navío, puesto que muchos de ellos terminaron muriendo o fueron gravemente heridos en la cubierta superior, donde se encontraban a tiro de metralla de las carronadas y de los tiradores apostados en los palos de los buques enemigos. 

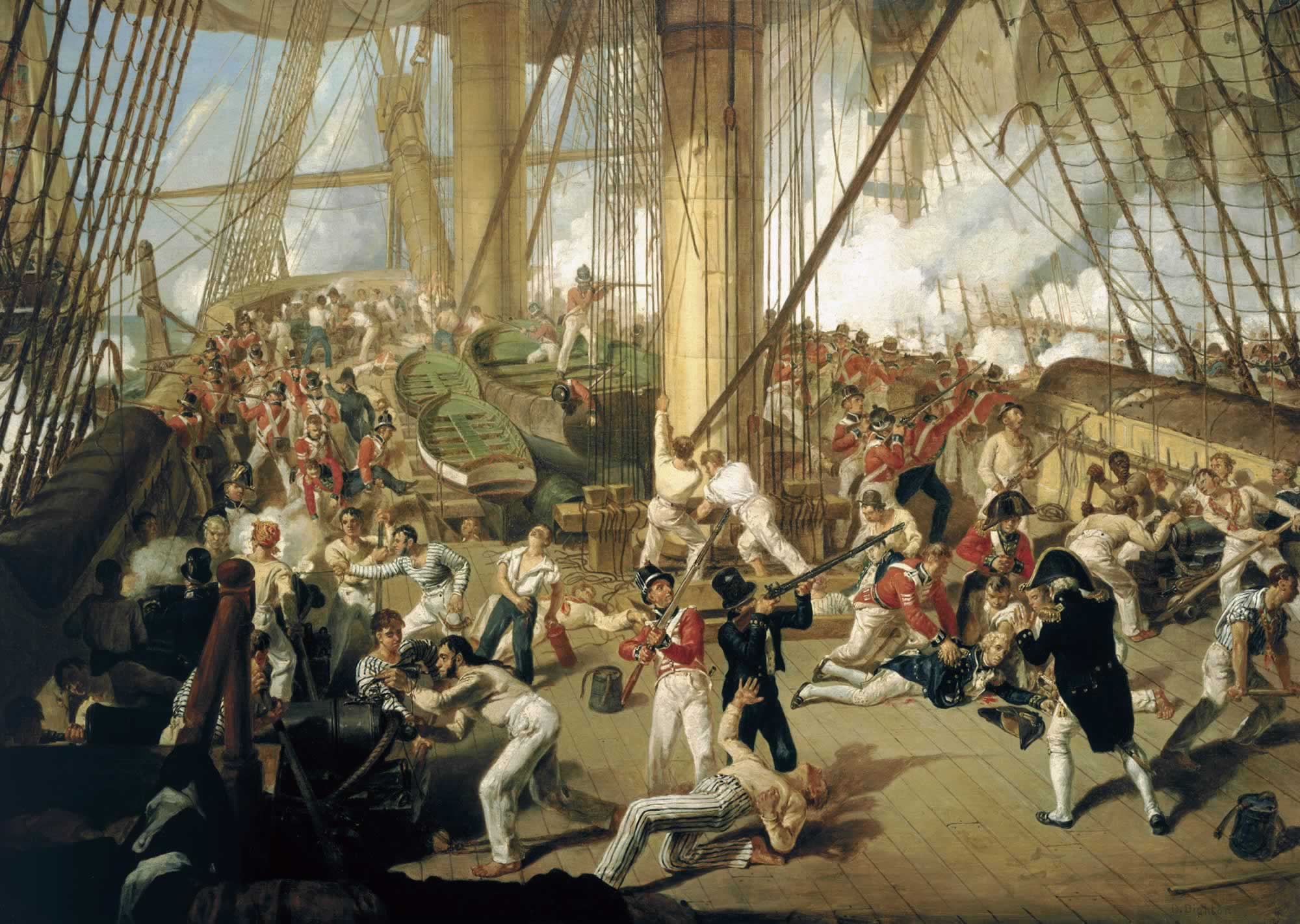
Nelson recibe el disparo fatal. Una recreación ficticia ya que el Victory estaba desarbolado de todos sus mástiles. Cuadro de Denis Dighton.

El Reino Unido reconoció en Trafalgar 458 muertos y 1208 heridos, una cifra cuestionable ya que existen numerosos testimonios de la época que recogen que el número de ahogados británicos que llegaban a la costa española no era de ninguna forma inferior al de franceses o españoles. Horatio Nelson, almirante inglés, murió alcanzado por un tirador de la cofa del Redoutable que le disparó desde una de las jarcias. Nelson fue fácilmente distinguible del resto al combatir el almirante con todas sus insignias y honores cosidos en su casaca y su barco estar completamente desarbolado. Fue declarado muerto hacia las 4 y media de la tarde. Otros comandantes británicos fallecieron tales como George Duff o James Cook. 

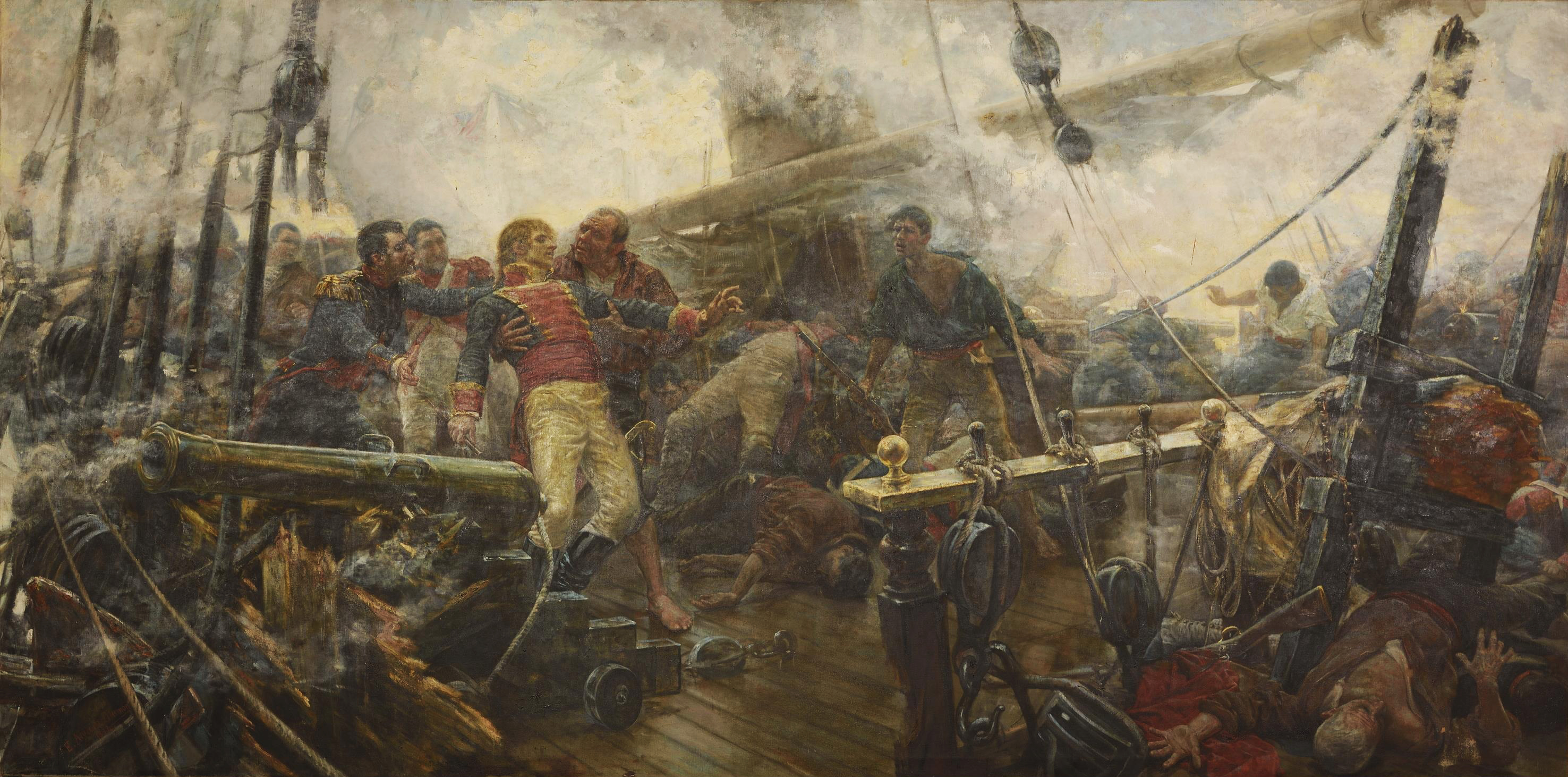
Muerte de Cosme de Churruca, por Eugenio Álvarez Dumont (Museo del Prado)

Francia sufrió 2218 muertos, 1155 heridos y unos 500 prisioneros capturados por los británicos. Solo un tercio de los 15 000 franceses participantes en la batalla volvieron un día a Francia. La Armada española contabilizó un total de 1022 muertos, 1383 heridos y unos 2500 prisioneros, del total de 12 000 españoles que intervinieron en la batalla. En Trafalgar murieron los oficiales Churruca, Alcalá Galiano y Francisco Alsedo y Bustamante.

### Controversias en torno al relato tradicional de la historiografía británica
En los últimos años no pocos historiadores navales han cuestionado el relato tradicional que la historiografía británica decimonónica y que los anglófilos impusieron sobre la disposición inicial, el número de barcos británicos participantes, el desarrollo o el número de bajas tanto humanas como de navíos británicos durante la batalla.
Historiadores navales españoles como el profesor de historia de la armada Luis Miguel Coín Cuenca o Guillermo Nicieza argumentan que existen documentos que demuestran que la flota combinada estaba dispuesta en una doble línea semicircular, y no con la disposición de una sola línea. También evidencian que el estado en el que quedó la flota británica fue mucho peor que lo reconocido por la Royal Navy, incluyendo hundimientos de navíos ingleses durante el combate del que fueron testigos supervivientes de la batalla franceses y españoles, y más naufragios de navíos británicos durante la tormenta que se desarrolló en los días posteriores, lo que redundaría en un número de fallecidos ingleses muy superior al reconocido oficialmente y concordaría con el alto número de fallecidos registrados entre la oficialidad británica frente a la marinería proporcionalmente, dando la razón a los testimonios de la época acerca del altísimo número de ahogados británicos que llegaban a las costas españolas. De confirmarse estos datos la propia victoria de los británicos en esta batalla podría quedar en seria cuestión.

## Consecuencias de la batalla

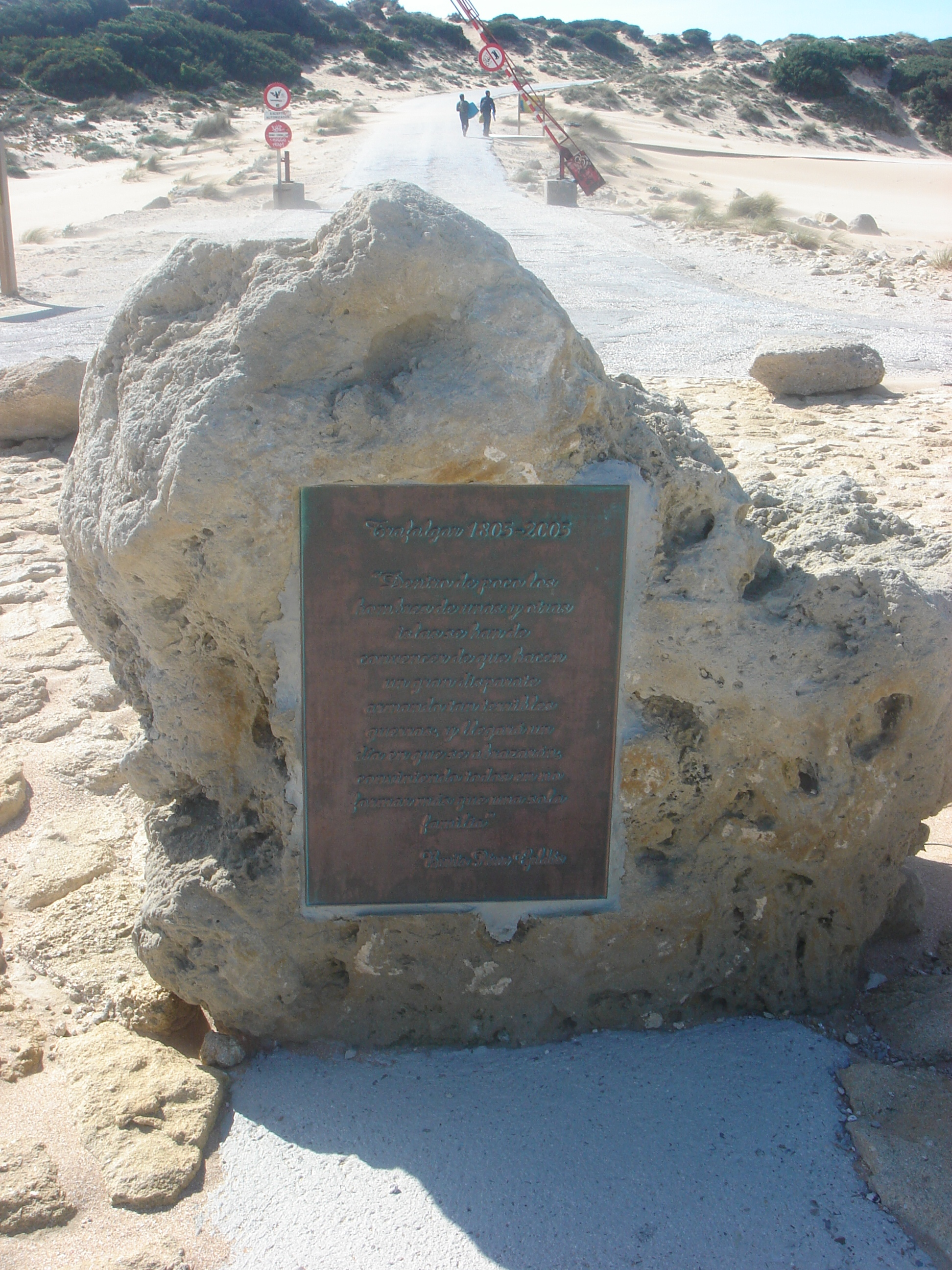
Cabo Trafalgar, hito conmemorativo del 200.º aniversario de la batalla. Texto de Benito Pérez Galdós (de la novela Trafalgar).

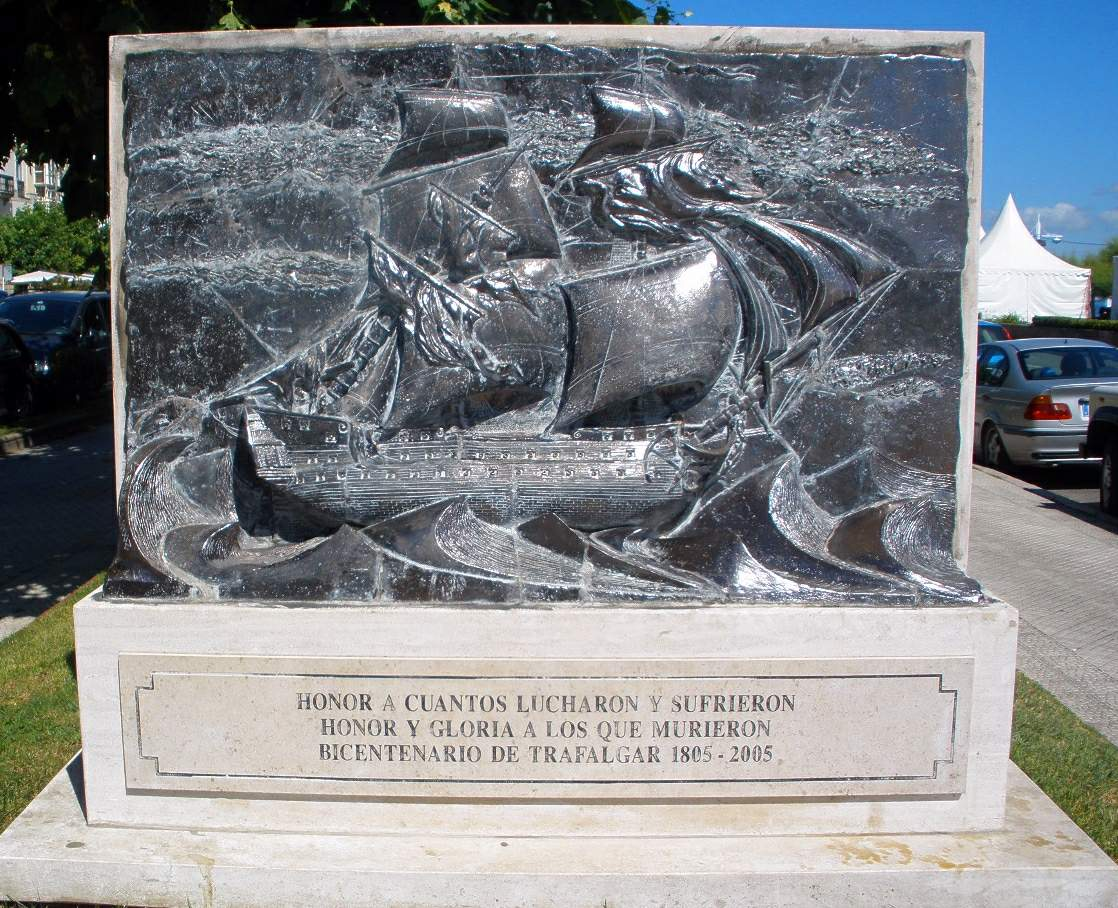
Memorial de los caídos en la batalla erigido en Santander

Esta batalla frustró la intención de los franceses de invadir, o al menos bloquear, por mar al Reino Unido (tal y como el lord del Almirantazgo británico John Jervis había dicho con sorna en 1801: «Yo no digo que los franceses de Napoleón no vayan a venir, pero desde luego, no vendrán por mar») y supuso el comienzo del poderío naval británico, que duraría un siglo.
El almirante Villeneuve fue enviado preso a Inglaterra, pero fue puesto en libertad bajo palabra. Volvió a Francia en 1806. El 22 de abril de 1806 se le encontró muerto en su habitación del Hotel de Patrie, en Rennes, apuñalado en el pecho seis veces. Se informó inmediatamente que Villeneuve se había suicidado puesto que se había encontrado un libro abierto sobre anatomía humana junto al cuerpo, y se le enterró sin ceremonia alguna. Entre las hipótesis se considera que pudo ser víctima de una ejecución extrajudicial ordenada por Napoleón, por elementos de su gobierno o por interesados franceses o extranjeros en que no se conociera su relato sobre la batalla de forma pública.
Esta contienda naval no significó en absoluto la destrucción de la armada española, ya que, de los aproximadamente 15 navíos españoles que combatieron, fueron menos de siete los perdidos. La flota de guerra hispana contaba todavía con 37 navíos y 24 fragatas, a los que se unieron otros 6 navíos franceses capturados tras los sucesos del 2 de mayo de 1808. Sin embargo, todos estos navíos se pudrieron en los puertos españoles durante la Guerra de Independencia (1808-1814), en la cual la prioridad absoluta fue el ejército de tierra y no la marina, innecesaria porque los británicos ya se bastaban para contener a los franceses en el mar.
La batalla, aunque hubiera sido una victoria franco-española, no habría determinado la guerra contra el Reino Unido, puesto que los británicos hubieran podido rearmarse y llevar a las inmediaciones de Cádiz otra flota igual o superior a la de Nelson. No obstante, una eventual victoria aliada hubiese iniciado la consolidación del poder napoleónico en el Mediterráneo. Con todo, la batalla de Trafalgar otorgó a los británicos el dominio de los mares durante la práctica totalidad del siglo XIX. La batalla de Trafalgar ha sido mitificada por la historiografía británica, hasta convertirla prácticamente en una especie de mito fundacional, como sucede con la igualmente mitificada batalla contra la Armada Invencible. La plaza principal de la ciudad de Londres está dedicada a la batalla.
El hecho que la flota española fuera debilitada en Trafalgar dificultó el tráfico comercial y militar entre la Península y los virreinatos americanos.

## Trafalgar en la cultura popular

### Trafalgar Square
En la década de 1840 quedaba terminado, en la zona céntrica de Londres, el espacio habilitado para lo que se denominó en un principio plaza de Guillermo IV, pero que fue cambiado gracias a George Ledwell Taylor, quien convino renombrarla en favor de Horatio Nelson y su importante victoria en la batalla de Trafalgar. Así pues, Trafalgar Square homenajea la victoria de la armada británica frente a la flota combinada franco-española en octubre de 1805, en Cádiz.
La plaza está presidida por la Columna de Nelson, construida entre 1840 y 1843 y con una altura de 46 metros. En la cúspide, una estatua de Nelson de 5,5 metros se yergue mirando hacia el palacio de Westminster, a través del Whitehall.
El lugar ha sido, históricamente, lugar de manifestaciones políticas.
La plaza está formada por una gran área central rodeada de calles en tres de los cuatro lados. En el lado norte de la plaza se sitúa la National Gallery y al este la iglesia de St Martin-in-the-Fields. La plaza se comunica por el suroeste con The Mall a través del Admiralty Arch. En el sur se sitúa el Whitehall, al este Strand y al norte Charing Cross Road.

### Cine

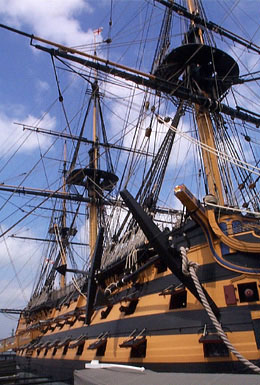
El HMS Victory, único barco que se conserva de esta batalla.

- Trafalgar (1929) ganó el Oscar a Mejor director para Frank Lloyd. Aunque la batalla de Trafalgar es el trasfondo de la película, el argumento principal se basa en la relación amorosa entre Horatio Nelson (Victor Varconi) y su amante Emma Hamilton (Corinne Griffith).
- Lady Hamilton (1941) ganó el Oscar al mejor sonido y fue candidata al premio como Mejor Dirección de Fotografía, Mejores Efectos Especiales y Mejor Vestuario. Película protagonizada por Laurence Olivier, en el papel de Horatio Nelson, y por Vivien Leigh, en el papel de Emma Hamilton.

### Literatura
- Trafalgar (1873) es la primera novela de la primera serie de los Episodios Nacionales, de Benito Pérez Galdós. Narra la historia del joven gaditano Gabriel de Araceli, que a los 14 años se ve envuelto en la batalla de Trafalgar como criado de un viejo oficial de la Armada en la reserva.
- Cabo Trafalgar (2004) es una novela escrita por Arturo Pérez-Reverte. Esta novela le valió ser condecorado en 2005 con la Gran Cruz al Mérito Naval, la más alta distinción otorgada por la Armada Española para un civil.